# Gaziantepe
Gaziantepe (em turco: Gaziantep) é uma cidade e área metropolitana (büyükşehir belediyesi) do sudeste da Turquia, situada junto à fronteira com a Síria, a menos de 120 km de Alepo. É a capital da província homónima e faz parte da região do Sudeste da Anatólia. O conjunto dos distritos que a malha urbana da cidade ocupa, na totalidade ou parcialmente, (Oğuzeli, Şahinbey e Şehitkamil) tem 2 939 km² e em dezembro de 2021 tinha 1 808 948 habitantes (densidade: 615,5 hab./km²). Oğuzeli tinha 33 044 habitantes, Şahinbey 936 351 e Şehitkamil 839 553.

## Etimologia e história

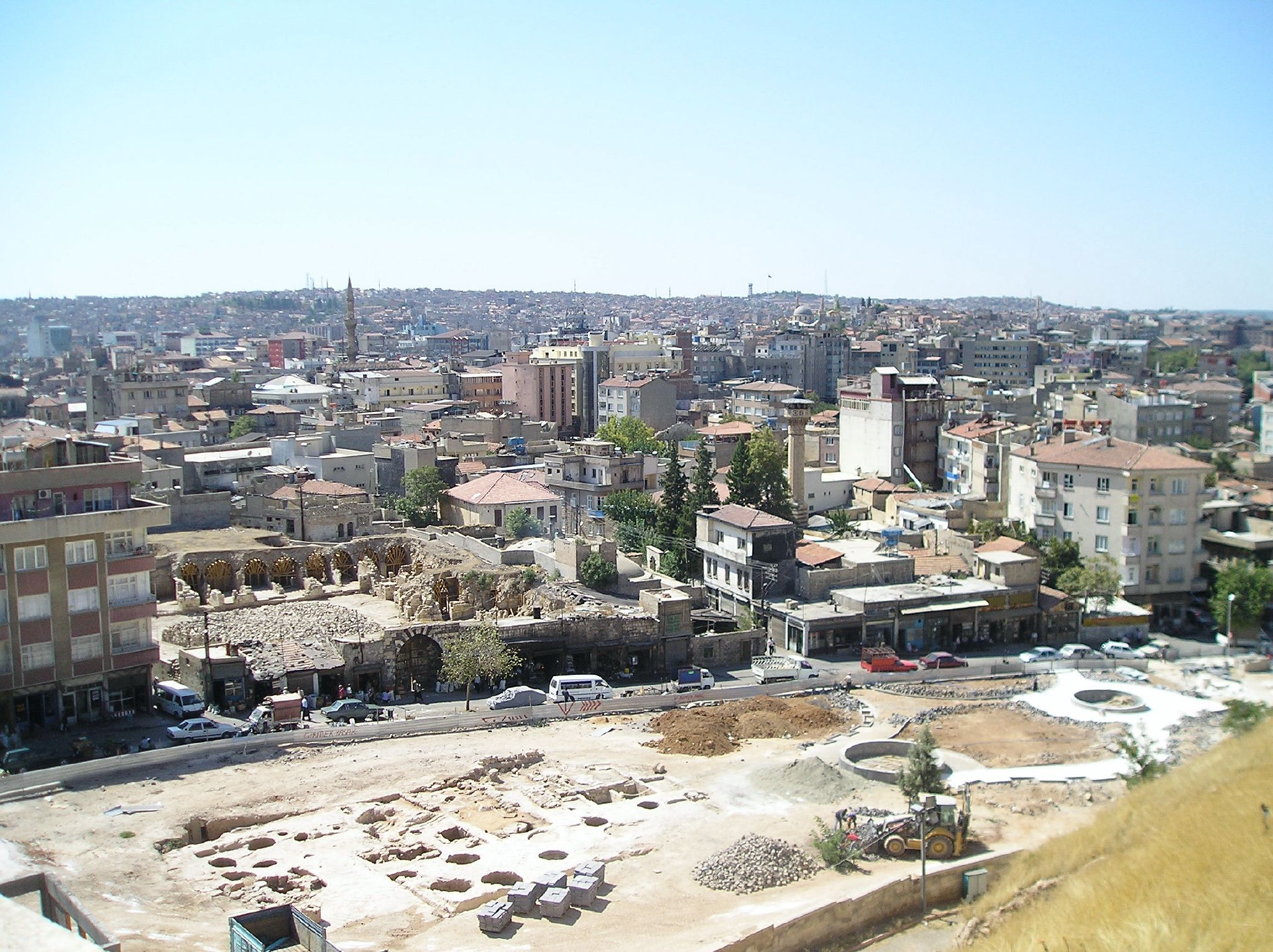
Visão do castelo de gaziantep.

É uma das cidades continuamente habitadas mais antigas do mundo. Foi fundada pelos Hititas cerca de 1 000 a.C. com o nome de Dolique,[carece de fontes?] nome também usado pelos gregos. Atualmente, grande parte dos historiadores considera que Gaziantepe pode também ter sido a Antioquia no Tauro (em grego: Αντιόχεια του Ταύρου; em latim: Antiochia ad Taurum) mencionada nas fontes clássicas, embora no passado alguns autores identificassem essa cidade com Alepo.
Na Idade Média chamou-se Aintab e tornou-se parte do Império Otomano no início do século XVI. Durante o período otomano chamou-se Ayntab (em turco otomano: ), Ayintab ou Aïntab, que evoluiu para Antepe. O nome foi mudado para Gaziantepe em 1921, embora informalmente ainda seja conhecida informalmente como Antepe (Gaziantepe significa "Antepe, a Vitoriosa" em turco). O nome da cidade em curdo é Dîlok e Teluche em árabe.
As ruínas da antiga cidade de Dolique encontram-se na vila de Dülük, situada a cerca de 10 km a norte do centro da cidade moderna, no distrito de Şehitkamil.